# Casa de Percy W Bridgman
A Casa de Percy W. Bridgman (em inglês:  Percy W. Bridgman House) é uma casa histórica localizada na 10 Buckingham Place em Cambridge, Massachusetts, Estados Unidos. É um Marco Histórico Nacional, notável por sua associação com Percy Williams Bridgman, um físico laureado com o Nobel de Física, professor da Universidade Harvard.
A casa foi designada, em 15 de maio de 1975, um edifício do Registro Nacional de Lugares Históricos bem como, na mesma data, um Marco Histórico Nacional.